# ケマル・パシャ (デザート)
ケマル・パシャ （トルコ語: Kemalpaşa tatlısı）は、トルコのデザート料理。名はトルコ北西部ブルサ県のムスタファケマルパシャ地区に由来し、同地区の名は希土戦争 (1919年-1922年)で勝利し独立を勝ち取った通称ケマル・パシャこと初代トルコ共和国大統領ムスタファ・ケマル・アタテュルクに由来する。伝統的に、地域特有のさまざまなチーズを使って作られる。
小さなボウルで形成した生地を焼いた後、シロップで煮詰める。できたて、または、乾燥させて食べることが出来る。
冬にはクリーム、夏にはアイスクリームと一緒に提供される。